# Вегачи
Вегачи (исп. Vegachí) — город и муниципалитет на севере Колумбии, на территории департамента Антьокия. Входит в состав субрегиона Северо-Восточная Антьокия.

## История
Поселение, из которого позднее вырос город, было основано 1 июня 1950 года. Муниципалитет Вегачи был выделен в отдельную административную единицу в 1984 году.

## Географическое положение

Муниципалитет Вегачи

Город расположен в восточной части департамента, в гористой местности восточных склонов Центральной Кордильеры, на расстоянии приблизительно 97 километров к северо-востоку от Медельина, административного центра департамента. Абсолютная высота — 914 метров над уровнем моря.

Муниципалитет Вегачи граничит на севере и востоке с муниципалитетом Ремедиос, на западе и северо-западе — с муниципалитетом Амальфи, на юге — с муниципалитетом Яли, на юго-западе — с муниципалитетом Йоломбо. Площадь муниципалитета составляет 512 км².

## Население
По данным Национального административного департамента статистики Колумбии, совокупная численность населения города и муниципалитета в 2012 году составляла 9966 человека.
Динамика численности населения муниципалитета по годам:
| 2005   | 2006   | 2007   | 2008   | 2009   | 2010   | 2011   | 2012 |
| ------ | ------ | ------ | ------ | ------ | ------ | ------ | ---- |
| 11 293 | 11 079 | 10 894 | 10 700 | 10 519 | 10 331 | 10 147 | 9966 |

Согласно данным переписи 2005 года мужчины составляли 49,8 % от населения Вегачи, женщины — соответственно 50,2 %. В расовом отношении белые и метисы составляли 90,4 % от населения города; негры, мулаты и райсальцы — 9,2 %, индейцы — 0,4 %.
Уровень грамотности среди всего населения составлял 75,4 %.

## Экономика
Основу экономики Вегачи составляет сельскохозяйственное производство.
52,4 % от общего числа городских и муниципальных предприятий составляют предприятия торговой сферы, 22,9 % — предприятия сферы обслуживания, 19,4 % — промышленные предприятия, 5,3 % — предприятия иных отраслей экономики.